# Have You Ever Seen the Rain?
„Have You Ever Seen the Rain?“ je píseň americké skupiny Creedence Clearwater Revival, jejímž autorem je John Fogerty. Poprvé vyšla na šestém albu skupiny Pendulum v prosinci 1970. V lednu následujícího roku vyšla jako singl, na jehož druhé straně byla píseň „Hey Tonight“. Singl se umístil na osmé příčce hitparády Billboard Hot 100. Coververzi písně nahrála řada dalších skupin, včetně Smokie, Ramones a The Ventures. Rovněž byla použita v několika filmech, jako například Philadelphia (1993), Trestná lavice (2005) a Božský Evan (2007).